# حيط
حيط قرية سورية تتبع ناحية الشجرة في منطقة درعا في محافظة درعا. بلغ عدد سكانها 3,956 نسمة في عام 2004 حسب إحصاء المكتب المركزي للإحصاء.
تقع القرية عند ملتقى نهري العلان والحرير، وتطل على الوادي العميق حيث يلتقي النهران. وهي قريبة من مداخل نهر اليرموك، الذي يمثل الحدود بين سوريا والأردن.

## تاريخ
في عام 1596، ظهرت حيط في سجلات الضرائب العثمانية كجزء من ناحية جولان شرقي في قضاء حوران. كان عدد سكانها من المسلمين فقط ويتألف من 20 أسرة و15 عازبًا. تم دفع معدل ضريبة ثابت بنسبة 25٪ على القمح (6000 آقجة) والشعير (2250 آقجة) والمحاصيل الصيفية (750 آقجة) والماعز و/أو خلايا النحل (1000 آقجة)، بالإضافة إلى الضرائب على طاحونة مائية (120 آقجة) والإيرادات العرضية (880 آقجة)؛ بإجمالي 11000 آقجة.
في عام 1886، لاحظ عالم الآثار الأمريكي غوتليب شوماخر أن حيط كانت قرية متوسطة الحجم تضم 150 مسلمًا يعيشون في ثلاثين كوخًا، بعضها مبني من الحجر والبعض الآخر من الطين، وكان أكبرها وأفضلها بناءً هو كوخ شيخها. تم إنشاء القرية الحديثة في السنوات القليلة السابقة من قبل عائلات من قرية سحم الجولان المجاورة الذين فقدوا ممتلكاتهم لصالح دائنيهم واستغلوا أنقاض حيط القديمة المتناثرة لبناء مستوطنتهم الجديدة.